# 新町 (佐倉市)

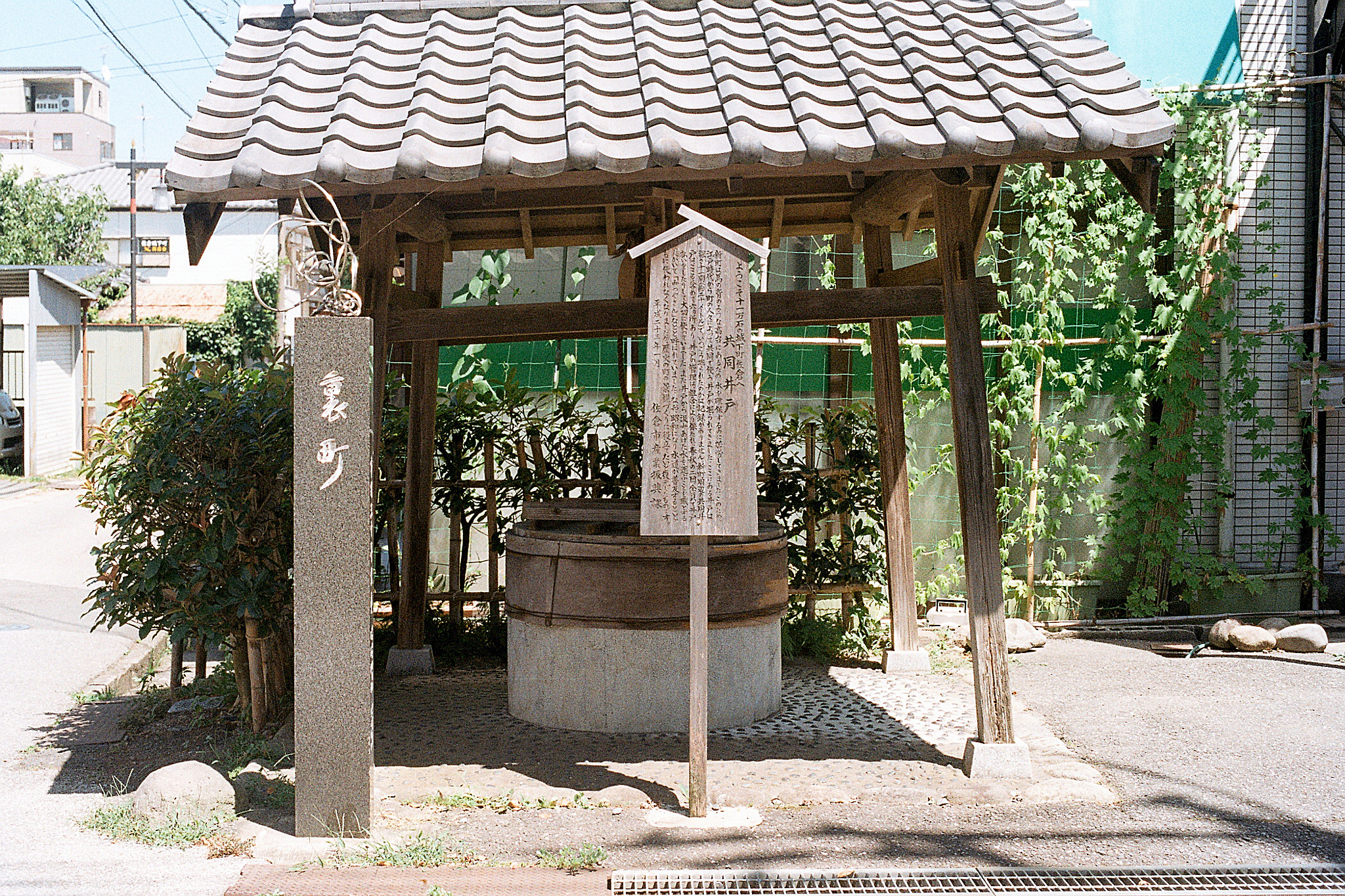
新町にある復元された共同井戸

新町（しんまち）は、千葉県佐倉市の町丁。郵便番号285-0023。

## 地理
北は鏑木町・並木町・中尾余町・最上町、東は弥勒町、南は野狐台町・裏新町・鏑木町、西は鏑木町と宮小路町に隣接している。

## 歴史
江戸時代には、下総国佐倉藩の城下町として栄えた。現在でもその名残として一里塚や呉服商の屋敷などが保存・整備され、観光資源として活用されている。

## 世帯数と人口
| 町丁 | 世帯数  | 人口  |
| ---- | ------- | ----- |
| 新町 | 237世帯 | 535人 |

## 小中学校の学区
市立小・中学校に通学する場合、学区は以下の通りとなる。
| 番地 | 小学校             | 中学校             |
| ---- | ------------------ | ------------------ |
| 全域 | 佐倉市立佐倉小学校 | 佐倉市立佐倉中学校 |

## 施設

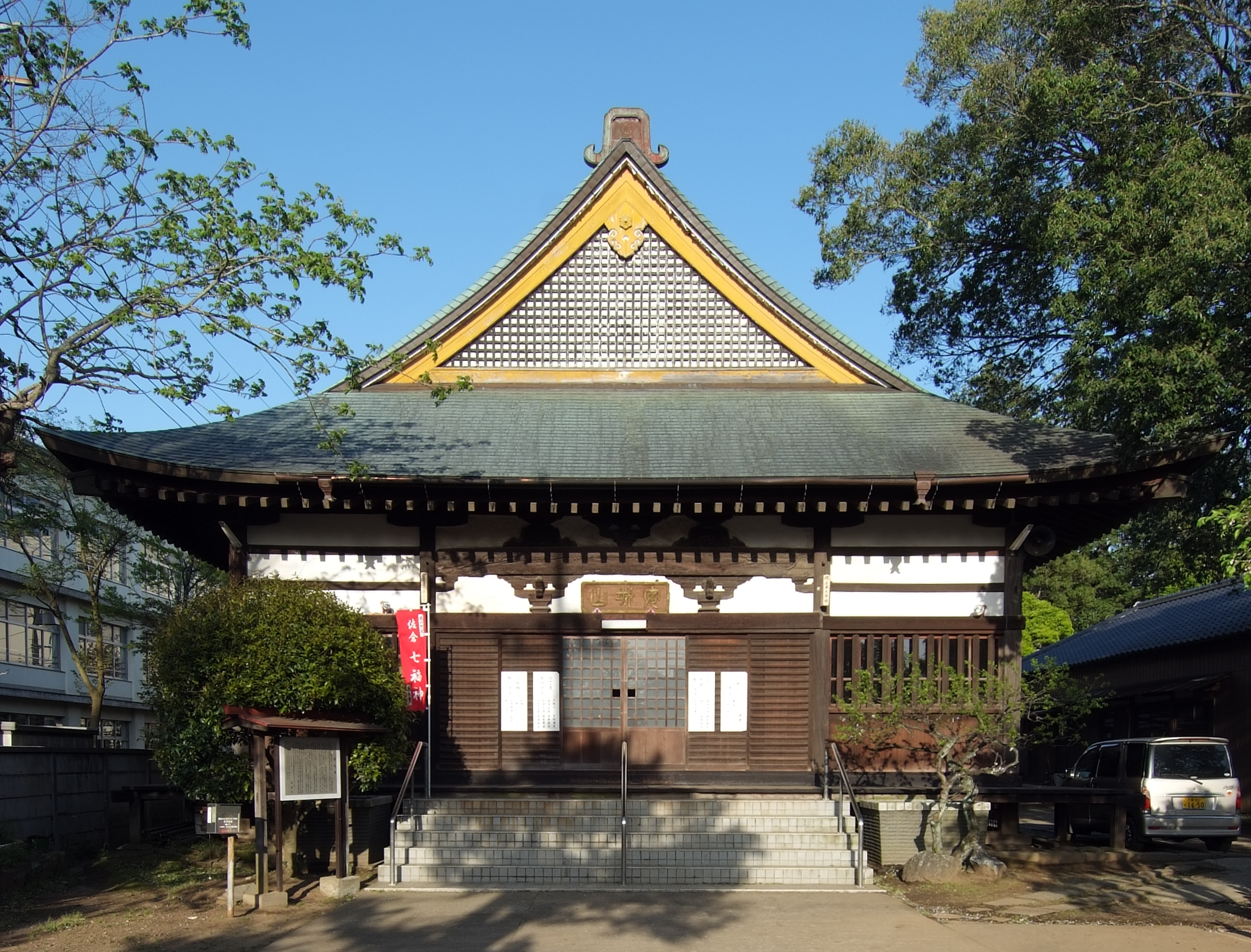
甚大寺

- 千葉銀行佐倉支店
- 佐倉市立美術館
- 佐倉市立佐倉図書館
- 佐倉新町おはやし館
- 城下町佐倉歴史生活資料館
- 佐倉新町郵便局
- 延覚寺（浄土真宗本願寺派）
- 宗円寺（臨済宗妙心寺派）
- 嶺南寺（曹洞宗）
- 甚大寺（天台宗）
- 佐倉市立佐倉小学校

## 交通

### 鉄道
地内に鉄道駅はない。栄町にある京成本線京成佐倉駅が利用できる。

### 道路
- 一般国道
  - 国道296号